# Kloster Lanvaux
Das Kloster Lanvaux (französisch Abbaye Notre-Dame de Lanvaux; Landavallis) ist eine ehemalige Zisterzienserabtei in der Gemeinde Bieuzy-Lanvaux im Département Morbihan in der  französischen Region Bretagne.
Es liegt rund 26 Kilometer nordwestlich von Vannes im Tal des Loc’h am Rand des Forêt de Lanvaux.

## Geschichte
Das von Alain, dem Grafen von Lanvaux im Jahr 1138 gestiftete Kloster gehörte als Tochterkloster von Kloster Bégard, das selbst eine Tochter von Kloster L’Aumône war, der Filiation von Kloster Cîteaux an. Gründungsabt war ein Ruandus, der spätere, 1177 verstorbene Bischof von Vannes. 1255 wurde die stets unbedeutende Abtei dem Kloster Langonnet unterstellt. 1528 wurde die Kommende eingeführt, 1661 die strengere Observanz, aus der später die Trappisten hervorgingen.
Während der Französischen Revolution fand das Kloster 1790 oder 1791 sein Ende. Die Gebäude wurden 1791 an einen Händler aus Lorient verkauft. Anschließend wurden eine Glasfabrik, eine Schmiede und ab 1938 eine Hühnerzucht eingerichtet. Derzeit besteht eine Landpension (frz. gîte rural).

## Bauten und Anlage
Erhalten sind insbesondere das Gebäude der Kommendataräbte, die Mauern des Chors der Kirche und die Grundmauern des gegen Ende des 17. Jahrhunderts erneuerten Quer- und Langhauses.